# Entephria caeciata
Entephria caeciata är en fjärilsart som beskrevs av Suzuki 1918. Entephria caeciata ingår i släktet Entephria och familjen mätare. Inga underarter finns listade i Catalogue of Life.